# Ruthalicia eglandulosa
Ruthalicia eglandulosa là một loài thực vật có hoa trong họ Cucurbitaceae. Loài này được (Hook. f.) C. Jeffrey miêu tả khoa học đầu tiên năm 1962.